# جيليس ماريني
جيليس ماريني (بالفرنسية: Gilles Marini)‏ (و. 1976 – م) هو ممثل، ولاعب كرة قدم، وممثل أفلام، وعارض، من فرنسا، ولد في كراس.

## وصلات خارجية
- جيليس ماريني على موقع IMDb (الإنجليزية)
- جيليس ماريني على موقع ألو سيني (الفرنسية)
- جيليس ماريني على موقع أول موفي (الإنجليزية)
- جيليس ماريني على موقع قاعدة بيانات الفيلم (الإنجليزية)
- جيليس ماريني على موقع كينوبويسك (الروسية)